# Camera d'albergo
Camera d'albergo és una pel·lícula italiana del 1981 dirigida per Mario Monicelli.

## Sinopsi
Tres joves cineastes, Guido Bollati, Tonino Accrocca i Emma Crocetti han format el grup "La Svolta", que vol proposar un nou gènere de cinema, "un nou neorealisme", com ells l'anomenen, i per fer-ho amaguen càmeres en una habitació de l'hotel Luna propietat del pare d'una d'elles (Emma), filmant tot el que hi passa.
Recorren a un productor de cinema fracassat, Achille Mengaroni conegut com "Menga", propietari de la cinematogràfica Ursus, sempre endeutat i asfixiat pels creditors, a qui proposen donar a conèixer els resultats del seu rodatge, que va durar diversos mesos, fins al moment. en què tres joves turistes polonesos, notant les càmeres, ho trenquen tot. Quan es visualitza el metratge durant l'edició, es posarà en contacte amb els intèrprets desprevinguts per obtenir el llançament necessari i, per a alguns d'ells, canviarà les seves vides.

## Repartiment
- Vittorio Gassman: Achille Mengaroni
- Monica Vitti: Flaminia
- Enrico Montesano: Fausto Talponi
- Roger Pierre: Avvocato Cerioni
- Béatrice Bruno: Emma Crocetti
- Ida Di Benedetto: dona verge
- Néstor Garay: Cesare De Blasi
- Gianni Agus: ell mateix
- Franco Ferrini: Tonino Accrocca
- Daniele Formica: Aldo
- Jacques Ciron: Vittorio
- Nando Paone: Guido Bollati
- Paul Müller: Hans
- Isa Danieli: Maria
- Fiammetta Baralla: Taxista
- Tommaso Bianco: Tommaso

## Crítica
La pel·lícula s'inspira en el format televisiu famós ja dels anys 1960 i 70, com ara Candid Camera o els italians Specchio Segreto i Viaggio in secondo Classe de Nanni Loy, i no té res a veure amb els reality show, en què les persones filmades estan “sota contracte” i improvisen una mena de "lectura de guió" en conscient de ser filmat.
Pel·lícula protagonitzada per actors famosos i altres menys coneguts, amb un cameo de Gianni Agus que interpreta ell mateix. Dos David di Donatello i un Globus d'Or el 1981.

## Reconeixements
- 1981 - David di Donatello.[4]
  - Millor actriu secundària a Ida Di Benedetto
  - Millor muntatge a Ruggero Mastroianni
  - Nominació Millor actor secundari a Néstor Garay
  - Candidat Millor fotografia a Tonino Delli Colli
- 1981 - Globus d'Or
  - Millor actriu a Monica Vitti